# Pascha (koczownicy)
Pascha – święto ludowe obchodzone przez plemiona koczowników semickich w czasach przed Mojżeszem, tzn. przed 1500 r. p.n.e. Odbywało się na wiosnę.
Przed wyprowadzeniem stada na wypas wiosenny, zabijano na ofiarę jedno z najbardziej okazałych w stadzie zwierząt jednorocznych. Udział w uczcie stanowił wyraz więzi, jaka łączyła wszystkich uczestników z bóstwem i między sobą. Odpadki po uczcie były dokładnie zbierane. Krwią zwierzęcia oblewano odrzwia, próg domu i na zewnątrz namiotu, aby zabezpieczyć stada i właścicieli przed wrogimi mocami.
Jednym z dowodów na to, że pascha była znana przed Mojżeszem jest fragment Księgi Wyjścia, w którym Mojżesz pierwszy raz używa słowa pascha w znaczeniu religijnym i odwołuje się do jego świeckiego znaczenia:

Odłączcie i weźcie baranka dla waszych rodzin i zabijcie jako paschę (Wj 12,21)

## W judaizmie
Ponieważ wyzwolenie Izraelitów z niewoli egipskiej zbiegło się z momentem obchodu tego właśnie święta pasterskiego, obrzęd ten otrzymał w religii żydowskiej interpretację religijną. 